# Kaliurip (Kemiri)
Kaliurip is een bestuurslaag in het regentschap Purworejo van de provincie Midden-Java, Indonesië. Kaliurip telt 864 inwoners (volkstelling 2010).